# سیسیل اسپرینگ رایس
سر سیسیل آرتور اسپرینگ رایس (۲۷ فوریه ۱۸۵۹–۱۴ فوریه ۱۹۱۸) یک دیپلمات بریتانیایی بود به عنوان سفیر بریتانیا در ایالات متحده، وزیر مختار بریتانیا در ایران سفیر در سوئد شد.

## تحصیلات و خدمات اداری
او در ایتون و کالج بالیول، آکسفورد تحصیل نمود. اسپرینگ رایس کار خود را به عنوان کارمند در وزارت امور خارجه در سال ۱۸۸۲ آغاز کرد. در سال ۱۸۸۶، او به عنوان دستیار وزیر امور خارجه، سیاستمدار لیبرال لرد روزبری منصوب شد. در سال ۱۸۹۲ او به ژاپن اعزام شد و در اواخر همان سال با کرزن به کره سفر کرد. بهار رایس در حالی که در ژاپن بود، در پایه‌گذاری اتحاد انگلیس و ژاپن نقش مهمی داشت. او در اکتبر ۱۸۹۳ ژاپن را ترک کرد و تا اکتبر ۱۸۹۵ دوباره به واشینگتن اعزام شد، وی سپس به سفارت بریتانیا در برلین اعزام شد و بعد از آن اولسواتر به قسطنطنیه اعزام شد.
در ماه مه ۱۸۹۹ اولین عنوان وظیفه خود در ایران به عهده گرفت و در مارس ۱۹۰۰ کاردار بریتانیا در تهران شد، وی سپس در سال ۱۹۰۱ به عنوان کمیسر مالی در قاهره منصوب شد و به مدت دو سال در آنجا ماند. رایس در نوامبر ۱۹۰۱، او به درجه دبیر سفارت ارتقا یافت.
او در سال ۱۹۰۳ به عنوان کاردار در سن پترزبورگ منصوب شد. در ژانویه ۱۹۰۵ رایس را به عنوان نماینده ویژه وزارت امور خارجه در ایالات متحده منصوب کرد. وی در طول انقلاب روسیه در سال ۱۹۰۵ وظایف سفیر بریتانیا در روسیه را به دیلی بیماری وی انجام می‌داد.

## سفارت
در سپتامبر ۱۹۰۶ اسپرینگ رایس وزیر مختار بریتانیا در ایران و سپس در سال ۱۹۰۸ سفیر بریتانیا در سوئد شد. در نوامبر ۱۹۱۲، پس از چهار سال اقامت در سوئد، اعلام شد اسپرینگ رایس به عنوان سفیر در ایالات متحده انتخاب شده است. وی نقش ویژه ای در همراهی ایالات متحده با انگستان در جنگ جهانی اول داشت و از دوستان نزدیک رئیس‌جمهوری وقت آمریکا تئودور روزولت بود.

## عزل و درگذشت
در اواسط ژانویه ۱۹۱۸، به دنبال اختلاف نظر با لرد نورثکلیف، نماینده جنگی بریتانیا به آمریکا، او به‌طور ناگهانی در یک تلگراف یک خطی به لندن فراخوانده شد. اسپرینگ رایس بلافاصله به کانادا سفر کرد تا به بریتانیا برگردد. در کانادا، اسپرینگ رایس مهمان پسر عموی همسرش، دوک دوونشایر بود که در آن زمان به عنوان فرماندار کل کانادا خدمت می‌کرد. اسپرینگ رایس در سن ۵۸ سالگی به‌طور غیرمنتظره ای تنها سه هفته پس از ترک آمریکا در کرسی نایب السلطنه کانادا، ریدو هال در اتاوا درگذشت.